# Trójkąt zimowy

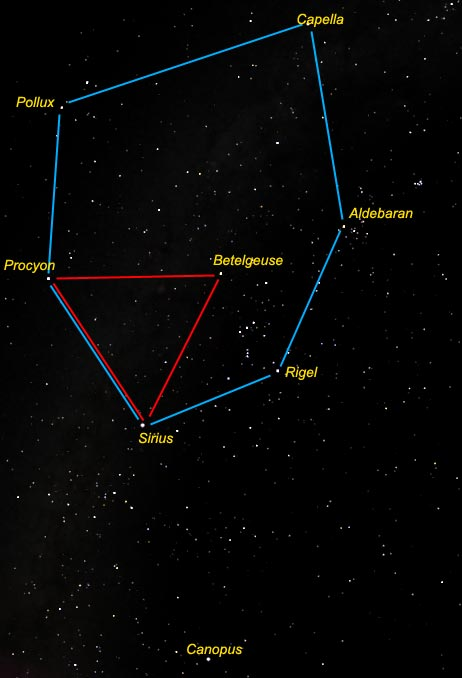
Trójkąt zimowy (oznaczony na czerwono; na niebiesko sześciokąt zimowy)

Trójkąt zimowy – asteryzm złożony z trzech jasnych gwiazd, charakterystyczny dla nieba zimowego na półkuli północnej.
Trójkąt zimowy tworzą gwiazdy:
- Betelgeza w gwiazdozbiorze Oriona
- Syriusz w gwiazdozbiorze Wielkiego Psa
- Procjon w gwiazdozbiorze Małego Psa